# Дыбравите
Дыбравите (болг. Дъбравите) — село в Болгарии. Находится в Пазарджикской области, входит в общину Белово. Население составляет 533 человека.

## Политическая ситуация
В местном кметстве Дыбравите, в состав которого входит Дыбравите, должность кмета (старосты) исполняет Георги Борисов Радулов (партия АТАКА) по результатам выборов.
Кмет (мэр) общины Белово — Кузман Атанасов Маринков (коалиция в составе 3 партий: Национальное движение «Симеон Второй» (НДСВ), Болгарская социал-демократия (БСД), Союз свободной демократии (ССД)) по результатам выборов.